# Austin High School Gang
Austin High School Gang est un orchestre d'amateurs fondé vers 1920, à Chicago. Des figures majeures du Chicago Jazz en ont fait partie, dont le saxophoniste ténor Bud Freeman, le clarinettiste Frank Teschemacher et le cornettiste Jimmy McPartland.